# Livet-en-Saosnois
Livet-en-Saosnois là một xã thuộc tỉnh Sarthe trong vùng Pays-de-la-Loire tây bắc nước Pháp. Xã này nằm ở khu vực có độ cao từ 117-203 mét trên mực nước biển.